# Patriarca Ecumênico de Constantinopla
Patriarca Ecumênico (em grego: Οἰκουμενικός Πατριάρχης, romanizado: Oikoumenikós Patriárchēs) é o arcebispo de Constantinopla (Istambul), Nova Roma e primus inter pares (primeiro entre iguais) entre os chefes das várias Igrejas autocéfalas que compõem a Igreja Ortodoxa. O patriarca ecumênico é considerado o representante e líder espiritual de muitos cristãos ortodoxos em todo o mundo. O termo ecumênico no título é uma referência histórica à Ecumena, designação grega para o mundo civilizado, ou seja, o Império Romano, e decorre do Cânon 28 do Concílio de Calcedônia.
O Patriarcado Ecumênico de Constantinopla é uma das instituições mais duradouras do mundo e teve um papel proeminente na história mundial. Os patriarcas ecumênicos na antiguidade ajudaram na difusão do Cristianismo e na resolução de várias disputas doutrinárias. Na Idade Média, eles desempenharam um papel importante nos assuntos da Igreja Ortodoxa, bem como na política do mundo ortodoxo e na difusão do Cristianismo entre os eslavos. Atualmente, além da expansão da fé cristã e da doutrina ortodoxa, os patriarcas estão envolvidos no ecumenismo e no diálogo inter-religioso, trabalho de caridade e defesa das tradições cristãs ortodoxas.
Dentro das cinco sés apostólicas da Pentarquia, o patriarca ecumênico é considerado o sucessor do Apóstolo André. O atual titular do cargo é Bartolomeu I, 270º bispo daquela sé.